# 1,4-Діоксан
1,4-Діоксан (англ. 1,4-dioxane) — аліциклічний діетер, що також є гетероциклічною органічною сполукою. Використовується зазвичай як органічний розчинник.

## Отримання
В промисловому масштабі 1,4-діоксан отримують шляхом кислотно-каталізованої дегідратації етиленгліколю, що, в свою чергу, можна отримати з етиленоксиду.
Також 1,4-діоксан часто утворюється як побічний продукт у всіх кислотно-каталізованих реакціях етиленгліколю.

## Фізичні властивості

Переважна конформація 1,4-діоксану — «крісло».

1,4-Діоксан — безбарвна й летка рідина. Він змішується з більшістю органічних розчинників, а також із водою. Суміш діоксан/вода, що містить 82.1 масових відсотків діоксану, утворює азеотропну суміш, яка кипить при 87.6 °C.
Молекула 1,4-діоксану, як і молекули циклогексану або піраноз, знаходиться переважно в конформації крісла; однак, дипольний момент у 0,45 D обумовлено проявом інших конформерів, особливо конформації човника.

## Параметри безпеки
Діоксан утворює легкозаймисті пароповітряні суміші. Ця сполука спалахує вже при 11 °С і займається при 375 °С.